# Зимовное
Зимовно́е — село в Шебекинском районе Белгородской области, входит в состав Купинского сельского поселения.
Расположено в 35 км от райцентра Шебекино и в 45 км от железнодорожной станции Нежеголь.

## История
Первое упоминание о селе относится к 1640 году. Название села по одной из версий происходит от речки Зимовки, которая соединяла села Зимовное и Зимовеньку. Сейчас о ней напоминает только лог. В настоящее время[какое?] в селе находятся два магазина, медпункт, клуб и основная школа, рассчитанная на 360 человек, сейчас[когда?]

 в ней учатся всего 20 учеников.

## Радио
- 104,9 Поместное радио